# Landtagswahl in der Steiermark 1949
- KPÖ: 1
- SPÖ: 18
- ÖVP: 22
- VDU: 7

Am 9. Oktober 1949 fanden die zweiten Landtagswahlen in der Steiermark der Nachkriegszeit statt.
Das erste Antreten der Wahlpartei der Unabhängigen (WDU/VDU) kostete der ÖVP die absolute Mehrheit. Die ÖVP blieb jedoch stärkste Partei, Josef Krainer senior, der 1948 Anton Pirchegger, der aus gesundheitlichen Gründen zurückgetreten war, als Landeshauptmann abgelöst hatte, behielt seinen Posten als Landeshauptmann.
Die ÖVP erreichte 42,9 % (22 Mandate), die SPÖ bekam 37,4 % der Stimmen und damit 18 Mandate, drittstärkste Partei wurde die VDU mit 14,5 % (7 Mandate), die KPÖ erreichte mit 4,5 % ein Mandat. Die Liste Demokratische Union trat in allen Wahlkreisen an, erreichte jedoch nur 0,5 % der Stimmen und scheiterte ebenso am Einzug in den Landtag wie die Liste 4. Partei, die nur im Wahlkreis „Graz und Umgebung“ kandidierte und lediglich 0,06 % der Stimmen auf sich vereinen konnte.

## Wahlergebnis
|                                         | Ergebnisse 1949 | Ergebnisse 1949 | Ergebnisse 1949 | Ergebnisse 1945 | Ergebnisse 1945 | Ergebnisse 1945 | Differenzen | Differenzen | Differenzen |
| --------------------------------------- | --------------- | --------------- | --------------- | --------------- | --------------- | --------------- | ----------- | ----------- | ----------- |
| Wahlberechtigte                         | 678.267         | 678.267         | 678.267         | 531.256         | 531.256         | 531.256         | + 147.011   | + 147.011   | + 147.011   |
|                                         | Stimmen         | %               | Mand.           | Stimmen         | %               | Mand.           | Stimmen     | %           | Mand.       |
| Abgegebene Stimmen                      | 661.986         | 97,60 %         | 48              | 498.441         | 93,82 %         | 48              | + 163.545   | + 3,78 %    |             |
| Ungültige Stimmen                       | 10.521          | 1,59 %          |                 | 6.060           | 1,23 %          |                 | + 4.461     |             |             |
| Gültige Stimmen                         | 651.465         | 98,41 %         |                 | 492.381         | 98,77 %         |                 | + 159.084   | - 0,36 %    |             |
| Partei                                  |                 |                 |                 |                 |                 |                 |             |             |             |
| Österreichische Volkspartei (ÖVP)       | 279.453         | 42,90 %         | 22              | 261.065         | 53,02 %         | 26              | + 18.388    | - 10,12 %   | - 4         |
| Sozialistische Partei Österreichs (SPÖ) | 243.861         | 37,43 %         | 18              | 204.774         | 41,59 %         | 20              | + 39.087    | - 4,16 %    | - 2         |
| Wahlpartei der Unabhängigen (WdU)       | 94.698          | 14,54 %         | 7               | n.k.            |                 |                 | + 94.698    | + 14,54 %   | + 7         |
| Kommunistische Partei Österreichs (KPÖ) | 29.528          | 4,53 %          | 1               | 26.542          | 5,39 %          | 2               | + 2.986     | - 0,86 %    | - 1         |
| Demokratische Union (DU)                | 3.524           | 0,54 %          | 0               | n.k.            |                 |                 | + 3.524     | + 0,54 %    |             |
| 4. Partei                               | 401             | 0,06 %          | 0               | n.k.            |                 |                 | + 401       | + 0,06 %    |             |